# کارلو پلگرینی (نقاش سده ۱۹)
کارلو پلگرینی (ایتالیایی: Carlo Pellegrini; ۲۵ اکتبر ۱۸۶۶ – ۵ سپتامبر ۱۹۳۷) نقاش اهل ایتالیا بود.